# 讚岐烏冬
讚岐烏冬（日语：或）是日本香川縣特產的烏冬，由於香川縣過去的舊地名為「讚岐」，因此以「讚岐」為名。
讚岐烏冬的最早起源不詳。但至少在江戶前期元禄時代的屏風繪中就已經有了烏冬屋的蹤影。在當時，小麦、鹽、醬油等製作讚岐烏冬的材料在讚岐地區已經很普及；然而，「讚岐烏冬」的名稱是直到1960年代，香川縣為了向全國宣傳這一特產，才開始使用的品牌名稱。

## 脚注

### 引用
1. ↑  麺の博物館>うどん&そうめん探訪>歴史：祭礼図 Archive.today的存檔，存档日期2012-09-06（香川県庁） 「金毘羅祭礼図」（日語）